# Michel Pignolet de Montéclair
Michel Pignolet de Montéclair /mi'ʃɛl piɲɔ'lɛ də mõte'klɛ:ʁ/ (battezzato il 4 dicembre 1667 – 22 settembre 1737) è stato un violinista e compositore francese.

## Biografia
Sebbene sia appartenuto alla cerchia dei più talentuosi autori francesi del XVIII secolo, Montéclair resta oggi un personaggio piuttosto oscuro.

### Gli inizi
Battezzato ad Andelot, nell'Alta Marna, il 4 dicembre 1667, Michel Pignolet o Pinolet intraprese degli studi tradizionali diventando ministrante alla Cattedrale di Langres a partire dal 17 febbraio 1676. Non si sa nulla del passato musicale della sua famiglia. In ogni caso, restando all'interno della provincia, è probabilmente incoraggiato da Nicolas Goupillet (ca. 1650-1713), allora maestro di cappella presso la cattedrale. Goupillet fu poi, nel 1683, quando era direttore musicale della Cattedrale di Meaux, scelto come sotto-maestro della Chapelle royale grazie a un concorso indetto da Luigi XIV. Si pensa con buona sicurezza che Goupillet abbia ottenuto un così prestigioso posto grazie all'aiuto del vescovo di Meaux Jacques Bénigne Bossuet.
Tuttavia, incapace di assicurare la composizione dei mottetti quotidiani, pagò in segreto Henry Desmarest, all'epoca "page de la musique du Roy", per rimediare alla propria incompetenza; scoperta la frode, Goupillet fu licenziato nel 1692 e sostituito da Michel-Richard Delalande. Dare a Michel Pignolet un tale maestro non è certo glorioso, ma si sa che il giovane ammirò il suo sostituto, Jean-Baptiste Moreau. Questi, nominato a Langres nel 1681, non vi restò più di cinque mesi, prima di partire per Digione e poi Parigi, al seguito di Maria Anna Vittoria di Baviera, moglie dal 1680 del Gran Delfino.
Ben noto per l'attività svolta a Saint-Cyr-l'École presso Madame de Maintenon, "Moreau ha fatto degli eccellenti Allievi nella sua Arte, avendo mostrato il Canto e la Composizione a delle Persone che hanno acquisito grande reputazione. Fra queste metteremo Monte-Clair, autore della Musica dell'Opéra delle Fêtes de l'Été e di quello di Jephté; e di molte Cantate e Sinfonie", ci confesserà Évrard Titon du Tillet.
Ma Michel Pignolet non avrà occasione di gustare troppo a lungo le lezioni di Moreau ed è sotto la direzione di un ex "maîtrisien" di Langres che proseguirà gli studi. Parigi, tuttavia, lo tenta. Consigliato dai suoi vecchi maestri, raggiunge la capitale verso il 1687 e aggiunge il soprannome "Montéclair" al suo cognome, ispirandosi al nome di un sito gallo-romano sulla collina di Montéclair (Andelot-Blancheville) dove fu firmato il trattato fra Gontrano e Childeberto II nel 587.
Grazie al frontespizio della sua Nouvelle méthode pour apprendre la musique (1709) sappiamo che Montéclair divenne presto maestro di Carlo Enrico di Lorena, conte e poi principe di Vaudémont e di Commercy e governatore di Milano, che probabilmente accompagnò in Italia. Le informazioni su questo periodo sono piuttosto scarse, ma sembra che abbia passato un certo tempo a Milano fino al 1699, anno in cui fa ritorno a Parigi.
Montéclair viene assunto alla fine dello stesso anno come violonista nel "petit chœur" dell'orchestra dell'Académie royale de musique. 
È molto probabilmente in Italia che scoprì il contrabbasso, che, si dice, introdusse nell'orchestra dell'Opéra.
Per tradizione, Montéclair suonò il primo di questi "violoni all'ottava" nel 1701, nella tragédie lyrique Scylla di Theobaldo di Gatti detto "Théobalde" (1650-1727) su libretto di Joseph-François Duché de Vancy. Incaricato in particolare dell'educazione musicale di Marguerite-Antoinette Couperin (1705-ca. 1778), una delle figlie di François Couperin "il grande", da quel momento in poi diventa didatta, scrivendo una Méthode pour apprendre à jouer du violon avec un abrégé des principes de la musique (1711), le Leçons de musique divisées en quatre classes (1736) e una Nouvelle méthode pour apprendre la musique par des démonstrations faciles suivies d'un grand nombre de laçons à une et à deux voix, avec des tables qui facilitent l'habitude des transpositions et la connaissance des différentes sortes de mesures.
Collocandosi nella corrente allora in voga di scrivere metodi per vari strumenti, che troverà il suo apogeo con Michel Corrette, Montéclair si farà inoltre conoscere per le piccole dispute con Jean-Philippe Rameau, utilizzando come mezzo il Mercure de France: "Conférence sur la musique" (articolo di Montéclair contro Rameau, giugno 1729), "Examen de la Conférence sur la musique" (risposta di Rameau a Montéclair, ottobre 1729), "Observations sur la Méthode d'accompagnement pour le clavecin et la règle d'octave" (febbraio 1730), "Plan abrégé d'une nouvelle méthode d'accompagnement" (Montéclair risponderà nell'edizione del giugno 1730)...

### Prime composizioni
Come per saggiare il pubblico, Montéclair consegna piuttosto in fretta due piccoli mottetti, probabilmente destinati al Concert spirituel (O sacrum convivium e Properate huc), insieme ad alcuni mottetto per grand chœur, purtroppo perduti. Una messa sarà inoltre cantata per la festa di san Sulpicio nel maggio 1715. Dal momento che Marin Marais (1692 e Michel de la Barre (1694 e 1700) brillavano alla corte di Versailles grazie ai loro trii (formazione particolarmente amata da Luigi XIV), Montéclair non tardò a consegnare una Sérénade ou concert divisé en trois suites pour les violons, flûtes et hautbois (1697). Il Sommeil ("sonno"), che ne costituisce l'asse portante, illustra perfettamente l'atmosfera che regnava nei saloni del monarca e la ricerca costante di questa "affezione generale dei sensi" tipica dei languori. Montéclair precorre già Louis-Antoine Dornel e il suo Livre de Symphonies en trio del 1709.
Molto occupato all'Opéra, Michel Pignolet si colloca in un vasto movimento volto a portare il teatro nelle abitazioni private. In effetti, i numerosi successi che vi furono applauditi spinsero gli autori a trascrivere per strumenti alla moda le arie che si canticchiavano uscendo da teatro. Così, Montéclair, come molti altri contemporanei, fece pubblicare delle Brunettes anciennes et modernes appropriées à la flûte (generalmente datate al 1695) poi dei Menuets tant anciens que nouveaux qui se dansent au bal de l'Opéra, Ier recueil contenant 101 menuets en 10 suites par Mr Montéclaire. Ci troviamo dei pezzi di successo come L'autre jour ma Cloris, che anche Jacques-Martin Hotteterre riprenderà nel 1715 nelle sue Airs et brunettes à deux et trois dessus pour les flûtes traversières tirez des meilleurs autheurs, anciens et modernes; ensemble les airs de messieurs Lambert, Lully, De Bousset, etc. les plus convenables à la flûte traversière seule ornez d'Agrémens. Su soggetti pastorali e popolari, testimoni del gusto progressivo della borghesia e della nobiltà per questi brevi "istanti rustici" a volte travestiti di pizzo, queste piccole arie erano spesso abbellite da doubles a imitazione: amore, campagna, guerra, vino, libertinaggio e morali sociali... tutti i temi necessari agli autori per sintetizzare il loro pensiero in modo efficace.
Amico di François Couperin, Montéclair fu probabilmente molto colpito dai Concerts royaux che il collega pubblicò nel 1714 cercando di unire il gusto francese e quello italiano che dividevano gli appassionati in quei primi anni del XVIII secolo. Così, nella prefazione ai suoi Concerts pour la Flûte traversière avec la Basse chiffrée (1724), Michel Pignolet ha cura di specificare che "i Pezzi che compongono questi Concerti sono gli uni nel gusto Francese, gli altri nel gusto Italiano, e sono tutti adatti al Flauto traverso". Inoltre, l'omaggio reso a Couperin nel secondo concerto il do maggiore è eclatante...

### Pezzi da camera: tra Francia e Italia
Tuttavia, fin dai primi esempi forniti da Michel de la Barre nel 1709, la moda era per la conversazione galante e raffinata, in duo a due voci uguali. I Concerts à deux violes esgales di Monsieur de Sainte Colombe non avevano già affascinato i più sensibili degli interpreti? Consistente in "ragionamenti e deragionamenti brevi" secondo Montesquieu, quest'arte sarà sviluppata da tutti i compositori parigini del secolo. Nel 1723, lo stesso anno in cui Montéclair consegna i suoi Concerts à deux Flûtes traversières sans basses, Hotteterre aveva già adattato per i flauti le sonate a due di Robert Valentine (op. 5) e di Francesco Torelio (op. 1).
Allo stesso modo, Joseph Bodin de Boismortier aveva scelto di iniziare la sua carriera parigina con la pubblicazione di quattro raccolte simili (op. 1, 2, 6, 8), cui presto si aggiunsero dei duetti per viole, oboi e musette. Alexandre de Villeneuve addirittura intitolerà la sua op. 2 (1733) Conversations en manière de sonates pour deux flûtes ou deux violons ou deux violes... Questa arte dell'imitazione, della conversazione galante e raffinata, dell'imitazione delle due voci sarà raccomandata anche da Johann Joachim Quantz ai giovani flautisti. Inoltre, "Monsieur Montéclair de l'Académie Royale de Musique" dichiara che i suoi concerti sono l'unione dei gusti italiano e francese, avendo cura di premetterne l'esecuzione a "violoni, viole e altri strumenti". Già dal Prélude del secondo concerto il mi minore, l'autore sceglie chiaramente l'imitazione. Se il secondo dessus (una delle parti più acute del pezzo) è trattato inizialmente in modo paritario con il primo, ritrova presto il suo ruolo di accompagnatore nell'aria seguente, dove il primo flauto sviluppa lunghi melismi. Gavotte e minuetti introducono presto due correnti à la manière Françoise (nel caratteristico tempo di 3/2) e "à la manière Italienne" (senza notes inégales e più virtuosistica). L'intento didattico di Montéclair si ritrova anche nel Plainte en dialogue in cui l'autore ha cura di segnare certi passaggi come "sans porte de voix" e "coulez sans tremblement" per alleggerire il discorso. Due minuetti e tre arie "nel gusto antico" e "nel gusto delle Brunettes" concludono la suite testimoniando l'attitudine di Montéclair per l'opéra. Non dimentichiamo che ha già pubblicato 24 Cantate francesi in tre libri  (ca. 1709, 1716 e 1728), che dal 1716 il suo opéra-ballet Les fêtes de l'été trionfa sulle scene e che ancora conoscerà il successo nel 1732 con l'opéra biblico Jephté, un soggetto già trattato da Moreau per Saint-Cyr.

### L'opéra, per l'appunto
La tradizione vuole che sia stato ascoltando la Jephté di Montéclair che Jean-Philippe Rameau decise di dedicarsi all'Académie: "È proprio questa che, per confessione del sig. Rameau, è stata la causa occasionale per la quale egli ha arricchito il nostro teatro lirico. Questo grande uomo ascoltò Jephté; il carattere nobile e distinto di quest'opera lo colpì... Si rese conto in quel momento che la nostra musica drammatica era in grado di produrre nuova forza e nuove bellezze. Concepì il desiderio di comporre, osò essere creatore. Per nulla a torto si può dire che Jephté ha creato Hippolyte et Aricie".
Insieme al nipote François Boivin gestì un celebre negozio di musica a Parigi (in Rue Saint Honoré, "à la règle d'or") dove la maggior parte delle sue opere fu incisa su rame. Montéclair terminerà la propria vita pensionato da Luigi XV; fu sepolto nella chiesa di Domont, nel dipartimento della Val-d'Oise, il 23 settembre 1737.

## Catalogo delle opere
Questo catalogo è stato reso possibile grazie all'archivio del dipartimento di musica della Biblioteca nazionale di Francia, del Répertoire International des Sources Musicales e a vari dizionari del XVIII secolo. L'ortografia originale è stata conservata (ad esempio, instrumen non porta la "t" finale).
- 1695: Brunettes anciennes et modernes appropriées à la flûte
- 1697: Sérénade ou concert divisé en trois suites pour les violons, flûtes et hautbois
- 1709: Premier Livre de Cantates composé de Six Cantates Françoises et deux Cantates Italiènes à voix seule et avec symphonie
- 1709: Nouvelle Méthode pour apprendre la Musique par démonstrations faciles, suivies d'un grand nombre de leçons à une et à deux voix avec des tables qui facilitent l'habitude des transpositions et la connaissance des différentes sortes de mesures
- 1711: Méthode facile pour apprendre à jouer du violon avec un abrégé des principes de la Musique
- 1716: IIe Livre de Cantates françoises et Italiènes à voix seule et avec un dessus de violon ou de flûte
- 1716: Les Fêstes de l'Été, réimprimées en entier avec l'entrée nouvelle intitulée La Chasse, opéra-ballet in 3 atti e un prologo su un libretto dell'abate Simon-Joseph Pellegrin sotto il nome di Mr [sic] Barbier, rappresentato all'Académie Royale de Musique venerdì 12 giugno 1716 e ripreso con una entrée supplementare il 19 settembre dello stesso anno: Furono ammirate le voci del tenore Murayre e di Mlle Antier (rei ruoli di Vénus e di Armide)
- 1723: (VI) Concerts à deux Flûtes traversières sans basses composés par Monsieur Montéclair de l'Académie Royale de Musique. Ces Concerts dont les Pièces sont les unes dans le goût François et les autres dans le goût Italien, ne conviènnent pas moins aux Violons, Violes et autres Instrumens, qu'aux Flutes Traversières
- 1724: (VI) Concerts pour la Flûte traversière avec la Basse chiffrée Composés par Mr. Monteclair. Les pièces qui composent ces Concerts sont les unes dans le goût François et les autres dans le goût Italien, et conviennent toutes à la Flûte Traversière; néanmoins il y en a quelques-unes dont le caractère est plus propre au Violon, au Hautbois ou à la Flûte à bec qu'à la Flutes Traversière, c'est ce qui sera marqué au commencement de chaque Pièce.
  - 1er Concert en E si mi tierce majeure:
    - La Françoise (Gay)
    - Les Tourterelles (Tendrement)
    - L'Allemande
    - L'Angloise (Air)
    - La Mantoüane (Croches égales)
    - La Genoise (Mouvement de Gigue)
    - Sommeil des Festes de l'Été (Lentement)
    - Le Poitevin (Menuet)
    - Le Breton (passepied)
    - Le Parisien (Air dans le goût des Brunettes - Lentement)
    - L'Auvergnate (Badine - Légèrement)
    - La Florentine
    - L'Espagnol (Prélude - lentement)
    - La Milanoise (Gay)
    - La Vénitiene (Rondeau - Gay)

  - 2e Concert en g ré sol tierce mineure:
    - Prélude (Lentement)
    - Allemande
    - Courante à l'Italienne (croches égales)
    - Rondeau (Tendrement)
    - Plainte (Tendrement)
    - Sarabande (Tendrement)
    - Le Rémouleur (« La Violle esprime la Roüe / Le Clavecin esprime l'effet du pied qui fait tourner la roüe »)
    - Rondeau (Un peu légèrement)
    - Croches égales
    - Air
    - Fugue

  - 3e Concert en C sol ut tierce majeure:
    - Ouverture
    - Premier Menuet (Musette ou Vielle)
    - 2e Menuet (Lentement)
    - Pastourelle
    - La Boulognoise - Gigue
    - Musette des Festes de l'Eté
    - 2e Musette
    - Menuet
    - Villanelle
    - Menuet
    - Air des Festes de l'Eté
    - 1re Pastourelle des Festes de l'Eté
    - 2e Pastourelle
    - Sarabande des Festes de l'Eté (Lentement)
    - Sarabande nouvelle (Légèrement)
    - Marche des Bergers des Festes de l'Eté
    - Rigodon des Festes de l'Eté
    - Contredance des Festes de l'Eté
    - La Champenoise des Festes de l'Eté
    - La Chasse - Air des Festes de l'Eté

  - 4e Concert en E si mi tierce mineure:
    - La Mélancolique (lentement)
    - La Joyeuse
    - Les Ondes (Légèrement)
    - Les Nayades (Gayment)
    - La Ténébreuse (Lentement)
    - Sarabande (Tendrement)
    - Allemande (Gayment)
    - Double de l'Allemande sur la basse précédente
    - Courante
    - 1re Folette (Gayment)
    - 2e Folette
    - Chaconne (Gayment)
    - Fugue

  - LA GUERRE, 5e Concert Dessus et basse en D la ré tierce majeure:
    - Marche [hautbois ou violon]
    - Arrivée au camp [trompettes, timbales, hautbois et bassons]
    - Mélange des Trompettes, des Timballes, des Hautbois, des Fifres et des Tambours
    - Concert sous la tente du Général, pendant la tranquillité de l'Armée (Lentement)
    - Air (Gracieusement)
    - Sarabande (Tendrement)
    - Fugue (Légèrement)
    - Boute-selle (Violons et hautbois)
    - La Charge (Viste)
    - Le Canon et la Mousqueterie/Plainte des blessés
    - Combat des armes blanches (légèrement)
    - La Mêlée générale (Vite)
    - La Victoire - Fanfare sur le Champ de bataille
    - Marche pour le retour de l'Armée

  - LA PAIX, 6e Concert dessus et basse en G ré sol tierce majeure:
    - Rondeau (imitation des trompettes/mellange des trompettes et des musettes)
    - Mellange des Fifres, des tambours et des musettes
    - Nopce de Village - La Sérénade - Ouverture
    - Légèrement
    - Air en rondeau (Gay)
    - Air par imitation (Lentement)
    - Branle en Rondeau (gay)
    - Sommeil (Gracieusement)
    - Le Réveil matin - Rondeau
    - Carillon du Moutier
    - Marche des Mariés au Moutier (Gay)
    - Le Retour du Moutier (plus gay)
    - Le Bal - Menuet des mariés
    - 1re Pastourelle - Bourés
    - 2e Pastourelle
    - Gavotte
    - Musette
    - Contredance (Gay)
- 1728: IIIe Livre de Cantates françoises et Italiènes à voix seule et Symphonie
- 1732: Jephté, opéra biblico su un libretto di Simon-Joseph Pellegrin
- 1735 (maggio): Messa in musica cantata nella chiesa di san Sulpicio (perduta)
- 1736: Principes de Musique divisées en quatre classes
- (senza data): Menuets tant anciens que nouveaux qui se dansent au bal de l'Opéra, Ier recueil contenant 101 menuets en 10 suites par Mr Montéclaire
- (senza data): O sacrum convivium (piccolo mottetto ms. Paris, BNF)
- (senza data): Properate hunc (piccolo mottetto ms. Paris, BNF)
- (senza data): Vari grandi mottetti suonati al Concert Spirituel (perduti)

## Per ascoltare la sua musica
- Jephté, William Christie (Harmonia Mundi)
- Cantates françaises (La mort de Didon, Il Dispetto in Amore, Le triomphe de l'Amour, Morte di Lucretia, Pyrame et Thisbé, Le dépit généreux), William Christie (Harmonia Mundi)
- Musica da camera con flauto (2e concert pour dessus et basse, 7 brunettes, 2e concert à 2 flûtes), Frank Theuns con l'ensemble "Les Buffardins" (Accent)
- Integrale dei Six Concerts pour dessus et basse, Enrico di Felice con l'ensemble "L'Apothéose" (Stradivarius)
- 2e Concert pour dessus et basse, Stéphan Perreau (Pierre Vérany)